# Ubåtsklass Typ IX
Ubåtsklass Typ IX var en klass medelstora tyska ubåtar under andra världskriget. Den började utvecklas 1935 och den första båten sattes i tjänst 1938. Under de följande åren vidareutvecklades klassen till fem olika varianter. Totalt byggdes 243 båtar, de flesta av varvet AG Weser i Bremen

## Typ IXA
Åtta ubåtar av klassen byggdes av AG Weser i Bremen mellan 1936 och 1939.

## Typ IXB
14 ubåtar av klassen byggdes av AG Weser mellan 1937 och 1940.

## Typ IXC
54 ubåtar av klassen byggdes av AG Weser, Deschimag och Deutsche Werft mellan 1939 och 1942.

## Typ IXC/40
87 ubåtar av klassen byggdes av AG Weser, Deschimag och Deutsche Werft mellan 1940 och 1944.

## Typ IXD
30 ubåtar av klassen byggdes av AG Weser mellan 1940 och 1944.